# Mipo Odubeko
Mipo Odubeko, né le 21 octobre 2002 à Dublin, est un footballeur irlandais qui joue au poste d'avant-centre au Shelbourne FC.

## Biographie

### Carrière en club
Né à Dublin en Irlande de parents nigérians, Mipo Odubeko grandit à Tallaght, où il commence à jouer au football, avant de déménager avec sa famille à Manchester en Angleterre, où il passe par les académie de Manchester City puis Manchester United,.
Il termine ensuite sa formation au West Ham United, où il commence sa carrière professionnelle avec l'équipe de championnat d'Angleterre,, après s'être illustré en Premier League 2.
Régulièrement intégré à l'équipe de David Moyes au cours de la saison 2020-2021, il joue son premier match avec l'équipe première du club le 11 janvier 2021, remplaçant Michail Antonio lors d'une victoire du 1-0 en FA Cup contre Stockport County,.
Odubeko enchaîne ensuite les prêts : lors de la saison 2021-22 il joue en deuxième division anglaise à Huddersfield Town puis en troisième avec les Doncaster Rovers, division où il retourne en 2022-23 avec Port Vale.
En juillet 2023, il rejoint libre de tout contrat le CS Marítimo en championnat du Portugal de deuxième division. Mais après une saison où il ne joue qu'avec l'équipe reserve du club en troisième division, il résilie son contrat par consentement mutuel et rejoint Fleetwood Town en quatrième division en août 2024.
Cependant, suite à un début de saison en demi-teinte, il change à nouveau de club et commence l'année 2025 au Shelbourne FC en championnat d'Irlande, où il retrouve rapidement le chemin des buts.
Le 9 juillet 2025, il joue son premier match de Ligue des champions, titulaire et unique buteur de la victoire 1-0 en qualification du Shelbourne FC contre les nord-irlandais du Linfield FC,.

### Carrière en sélection
Mipo Odubeko est international junior avec l'équipe de république d'Irlande des moins de 17 ans à partir de mars 2019.
Odubeko est ensuite international espoirs avec l'Irlande,.